# جی‌تی‌ای: گیم بوی ادونس
اتومبیل‌دزدی بزرگ: گیم بوی ادونس (به انگلیسی: Grand Theft Auto: Advance) بستهٔ مأموریتی از بازی اتومبیل‌دزدی بزرگ و هشتمین بازی از سری اتومبیل‌دزدی بزرگ است که در تاریخ ۲۶ اکتبر ۲۰۰۴ برای گیم بوی ادونس به بازار عرضه شد. این بازی در لیبرتی سیتی (برگرفته از شهر نیویورک) در همان محیطی که برای اتومبیل‌دزدی بزرگ ۳ استفاده شده‌است اتفاق می‌افتد.

## داستان
داستان بازی یک سال قبل از اتومبیل‌دزدی بزرگ ۳ اتفاق می‌افتد، به دنبال تلاش مایک برای جبران خسارت برای انتقام جویی پس از مرگ احتمالی شریک تجاری اش صورت گرفته که منجر به گرفتاری وی در دنیای جرایم سازمان یافته، جنگ‌های باند و فساد می‌شود. مایک، خلافکار کوچکی است که برای وینی - گنگستر بانفوذتر - کار می‌کند تا با هم از لیبرتی سیتی فرار کرده و از زندگی جنایی خود بازنشسته شوند. وینی مایک را متقاعد می‌کند که برای مافیا کار کند تا به این هدف برسد. اما پس از چند مأموریت، وینی ظاهراً در یک انفجار ماشین بمب‌گذاری شده کشته می‌شود و تمام پولشان نیز نابود می‌شود. مایک قسم انتقام می‌خورد و به دنبال کشف قتل وینی، به سرعت با مافیا درگیر می‌شود.  
پس از انجام چند کار برای 8Ball (متخصص مواد منفجره و آشنای قدیمی وینی)، او مایک را به بارمانی به نام جانی معرفی می‌کند که ارتباطاتی با دنیای زیرزمینی جنایت شهر دارد. جانی نیز مایک را برای چند کار استخدام می‌کند تا در کنار هم به تحقیق درباره قتل وینی بپردازند، اما ناگهان جانی در میانه تحقیقات به قتل می‌رسد.  
مایک در تعقیب قاتل، متوجه می‌شود که چند نفر از یاردی‌ها (گروه خلافکار جامائیکایی) به عجله از بار جانی خارج شده‌اند. او آن‌ها را تا محل کورتنی، رهبر یاردی‌ها، دنبال می‌کند. کورتنی هرگونه دخالت در قتل جانی را انکار می‌کند و ادعا می‌کند مردانش فقط برای گرفتن پولی که جانی به او بدهکار بود فرستاده شده بودند. او پیشنهاد کمک برای یافتن قاتل واقعی را می‌دهد. پس از انجام چند مأموریت برای کورتنی، او مایک را به سیسکو، رهبر کارتل کلمبیایی، راهنمایی می‌کند. اما وقتی مایک با سیسکو روبرو می‌شود، متوجه می‌شود که او بی‌گناه است و کورتنی از او برای حذف رقبایش استفاده کرده است.  
مایک سپس به طور جداگانه برای کارتل و یاکوزا (رقیب اصلی آن‌ها به رهبری آسوکا کاسن) کار می‌کند، به این امید که هر یک از این باندها به تحقیقاتش کمک کنند. پس از کشته شدن ناگهانی سیسکو، مایک قاتل را تعقیب می‌کند و با شوک بزرگی روبرو می‌شود: وینی زنده است! وینی اعتراف می‌کند که مرگ خود را جعل کرده تا با پولشان از لیبرتی سیتی فرار کند و جانی و سیسکو را کشته تا مایک هرگز حقیقت را نفهمد. مایک که از خیانت شریک سابقش خشمگین است، وینی را می‌کشد و پولش را تصاحب می‌کند، علیرغم هشدار وینی که حالا همه جنایتکاران شهر به دنبال ثروت او خواهند بود.  
پس از ملاقات با 8Ball و تعریف ماجرا، مایک مورد حمله کارتل قرار می‌گیرد که به اشتباه فکر می‌کنند او سیسکو را کشته است. مایک فرار می‌کند، اما 8Ball در تیراندازی زخمی و دستگیر می‌شود. مایک پس از مقابله با رهبر جدید کارتل، متوجه می‌شود کورتنی به دنبال پول اوست. او برای آخرین بار با آسوکا ملاقات می‌کند تا کمینی در مخفیگاه کورتنی ترتیب دهند، اما یاکوزاها در حمله حاضر نمی‌شوند و مایک مجبور است به تنهایی با کورتنی روبرو شود (در برخی نسخه‌ها، اگر مایک در زمان مشخصی به مخفیگاه برسد، یاکوزاها برایش پشتیبانی می‌فرستند). مایک از موج حملات یاردی‌ها جان سالم به در می‌برد و کورتنی را به شدت زخمی می‌کند، اما قبل از اینکه کارش را تمام کند، پلیس به مخفیگاه حمله می‌کند و مایک مجبور به فرار می‌شود.  
پس از گریز از دست پلیس، مایک به فرودگاه می‌رود و با هواپیمای خصوصی سیسکو لیبرتی سیتی را ترک می‌کند. او به دوستان از دست‌رفته‌اش فکر می‌کند و به کلمبیا می‌رود تا با ثروتش زندگی جدیدی را آغاز کند.

## پیش‌زمینه داستانی و تغییرات محیط بازی
بازی در سال ۲۰۰۰ و در شهر لیبرتی سیتی - همان مکانی که در گرند تفت اتو ۳ استفاده شده بود - اتفاق می‌افتد. به دلیل انتقال بازی به کنسول گیم بوی ادونس، طراحی شهر تغییرات قابل توجهی پیدا کرد. بسیاری از عناصر اصلی به دلیل محدودیت‌های فنی و دید از بالای بازی، یا حذف شدند یا به شکل متفاوتی پیاده‌سازی شدند. این تغییرات باعث شده بازیکنان حتی آنهایی که با نسخه اصلی آشنا هستند، مجبور باشند شهر را از نو کشف کنند.
این بازی که به عنوان پیش‌درآمدی بر گرند تفت اتو ۳ ساخته شده، ترکیبی از شخصیت‌های جدید و قدیمی را معرفی می‌کند. شخصیت اصلی بازی، مایک، یک چهره کاملاً جدید است که در جریان تلاش برای انتقام گرفتن از مرگ ظاهری شریکش وینی، با چندین جنایتکار سرشناس دیگر روبرو می‌شود. از جمله این شخصیت‌ها می‌توان به ۸-بال (متخصص مواد منفجره و فروشنده اسلحه)، کینگ کورتنی (رهبر باند یاردی‌ها) و آسوکا کاسن (یکی از رهبران یاکوزا) اشاره کرد که همگی در گرند تفت اتو ۳ نیز حضور داشتند. البته طراحی ظاهری و ویژگی‌های این شخصیت‌ها در این نسخه تغییر کرده تا نشان دهد که این رویدادها یک سال قبل از داستان اصلی اتفاق افتاده‌اند.
تغییرات ظاهری شخصیت‌های آشنا عمدتاً برای نشان دادن تحول آن‌ها در فاصله یک سال تا وقایع گرند تفت اتو ۳ انجام شده است. محدودیت‌های سخت‌افزاری گیم بوی ادونس باعث شد برخی عناصر داستانی و محیطی ساده‌تر از نسخه اصلی نمایش داده شوند. با این حال، بازی توانست حس و حال خاص لیبرتی سیتی را حفظ کند و پیش‌زمینه مناسبی برای رویدادهای گرند تفت اتو ۳ ایجاد نماید. در نهایت، این نسخه با وجود تفاوت‌های فنی و بصری، توانست ارتباط جالبی بین دو نسل از بازی‌های این سری برقرار کند.